# Metacatharsius parcepunctatus
Metacatharsius parcepunctatus är en skalbaggsart som beskrevs av Vladimir Balthasar 1965. Metacatharsius parcepunctatus ingår i släktet Metacatharsius och familjen bladhorningar. Inga underarter finns listade i Catalogue of Life.